# Setagrotis planifrons
Setagrotis planifrons är en fjärilsart som beskrevs av Smith 1890. Setagrotis planifrons ingår i släktet Setagrotis och familjen nattflyn. Inga underarter finns listade i Catalogue of Life.